# Charles Crocker
Charles Crocker (né le 16 septembre 1822, mort le 14 juin 1888) est un entrepreneur américain.

## Biographie
Il est né dans la ville de Troy, dans une famille modeste avant de s'installer dans une ferme de l'Iowa à l'âge de quatorze ans. En 1845, il fonde une forge de fer, puis, après avoir entendu parler de la ruée vers l'or en Californie, il forme un groupe d'hommes et va s'installer sur la côte ouest en 1850. Il fonde avec trois d'entre eux la Central Pacific Railroad qui fait sa fortune. En 1868, il baptise la census-designated place de Verdi-Mogul (en) dans le Nevada (aujourd'hui dissociée en deux CDP, Verdi et Mogul) d'après le compositeur d'opéra italien Giuseppe Verdi en tirant le nom de celui-ci de son chapeau.
Il était le frère du juge Edwin Bryant Crocker, fondateur du Crocker Art Museum de Sacramento.